# Lignières, Aube
Lignières är en kommun i departementet Aube i regionen Grand Est (tidigare regionen Champagne-Ardenne) i nordöstra Frankrike. Kommunen ligger  i kantonen Chaource som ligger i arrondissementet Troyes. År 2022 hade Lignières 222 invånare.

## Befolkningsutveckling
Antalet invånare i kommunen Lignières
Referens: INSEE

## Galleri

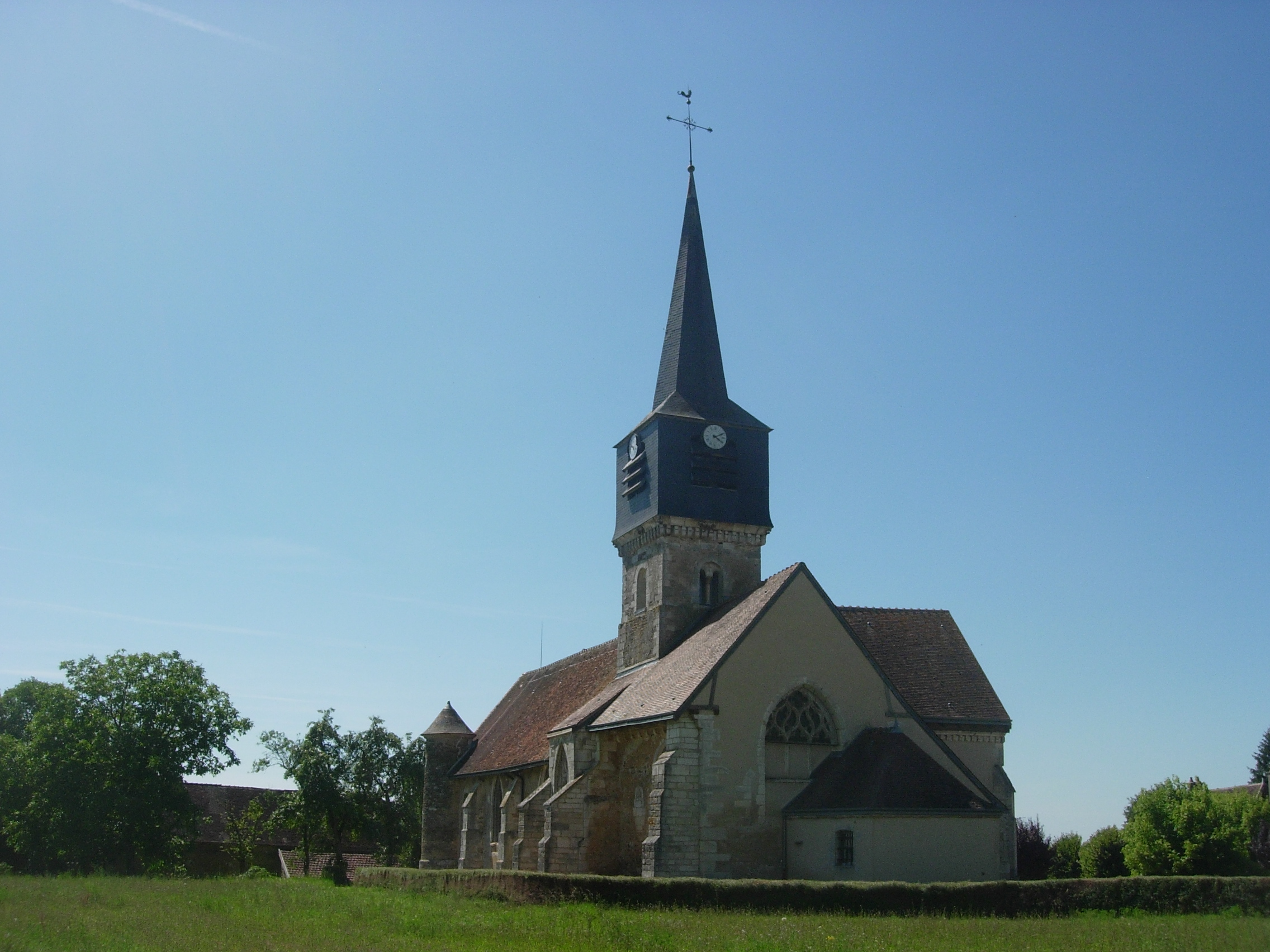
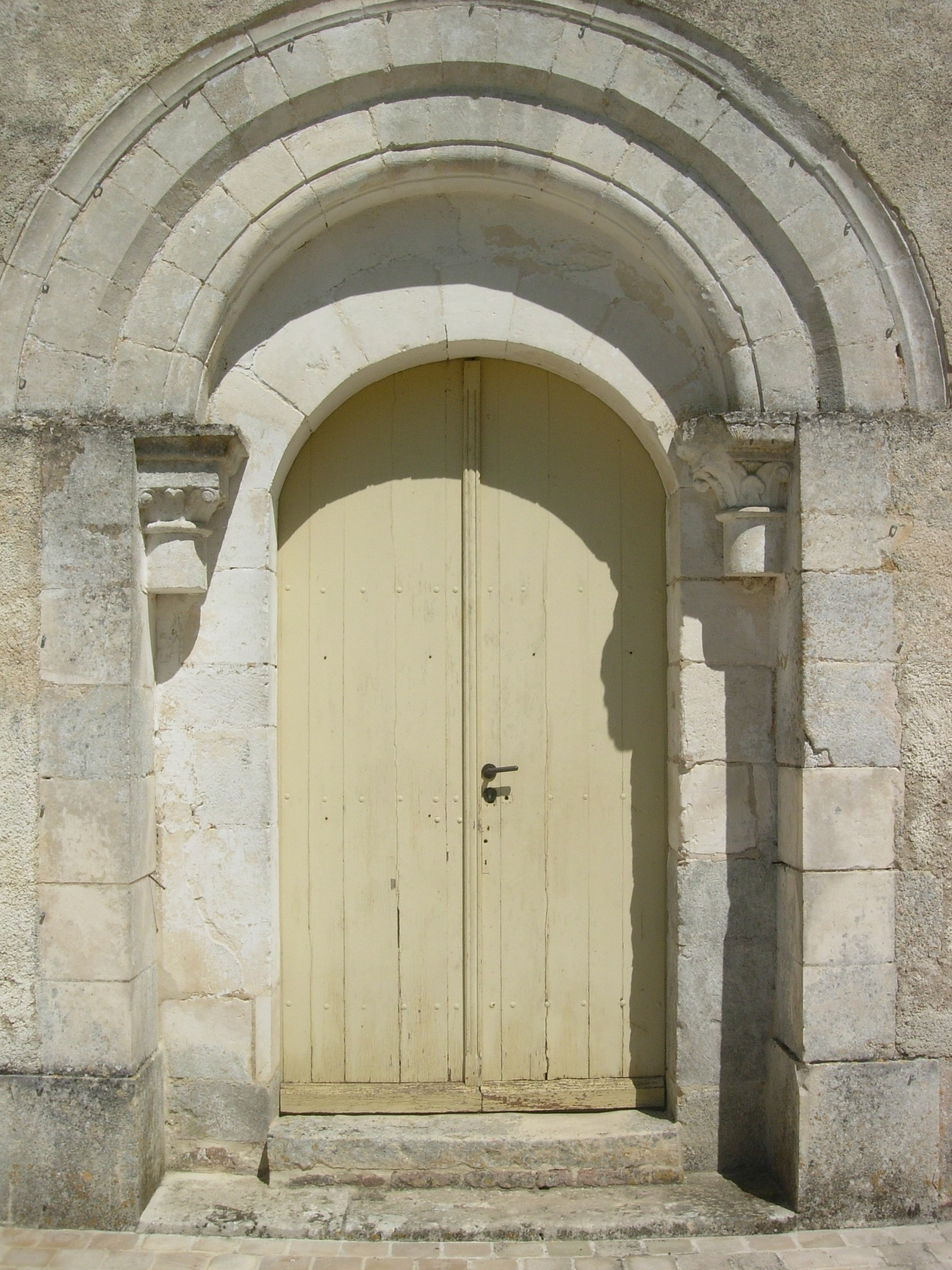
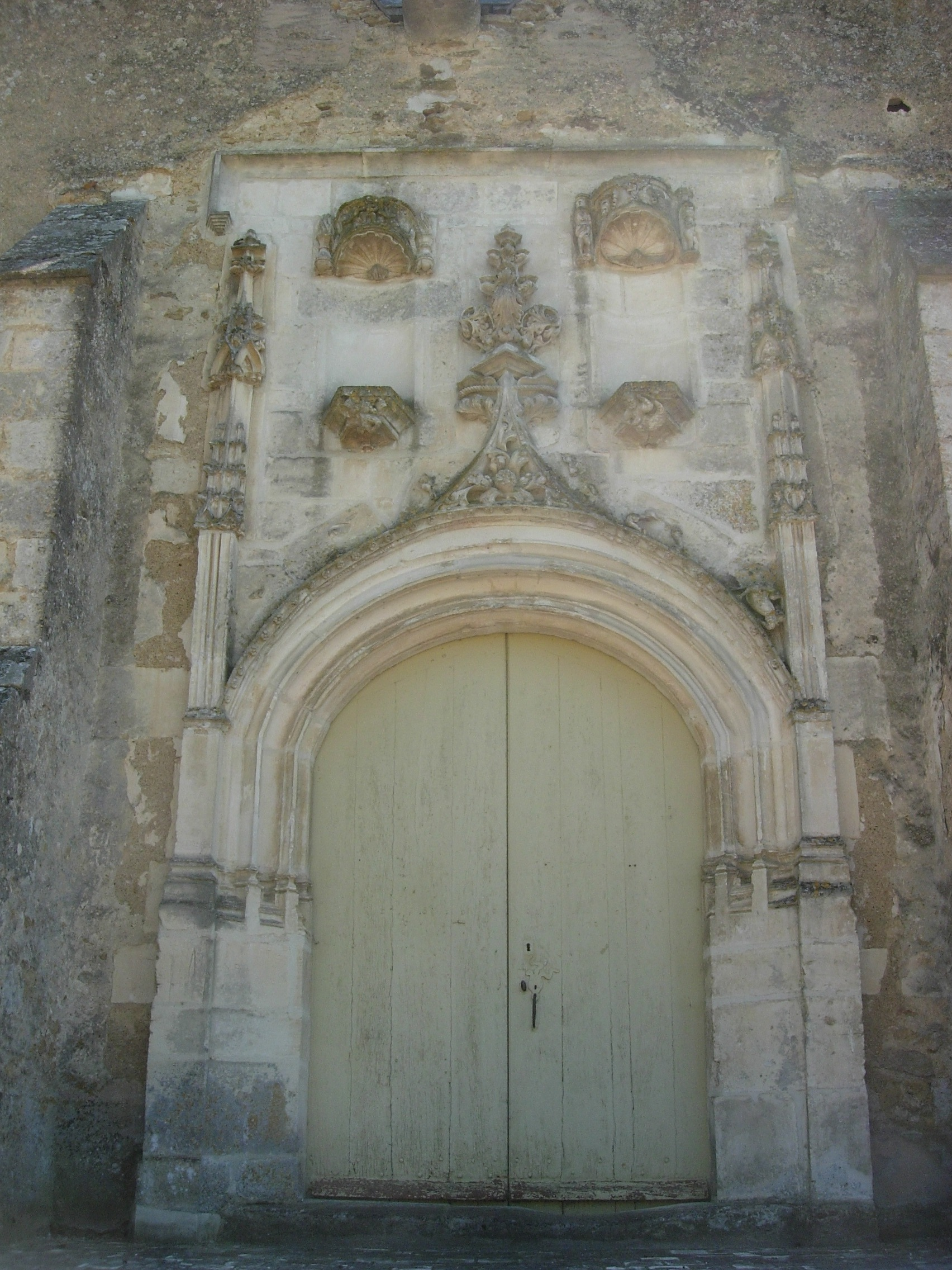
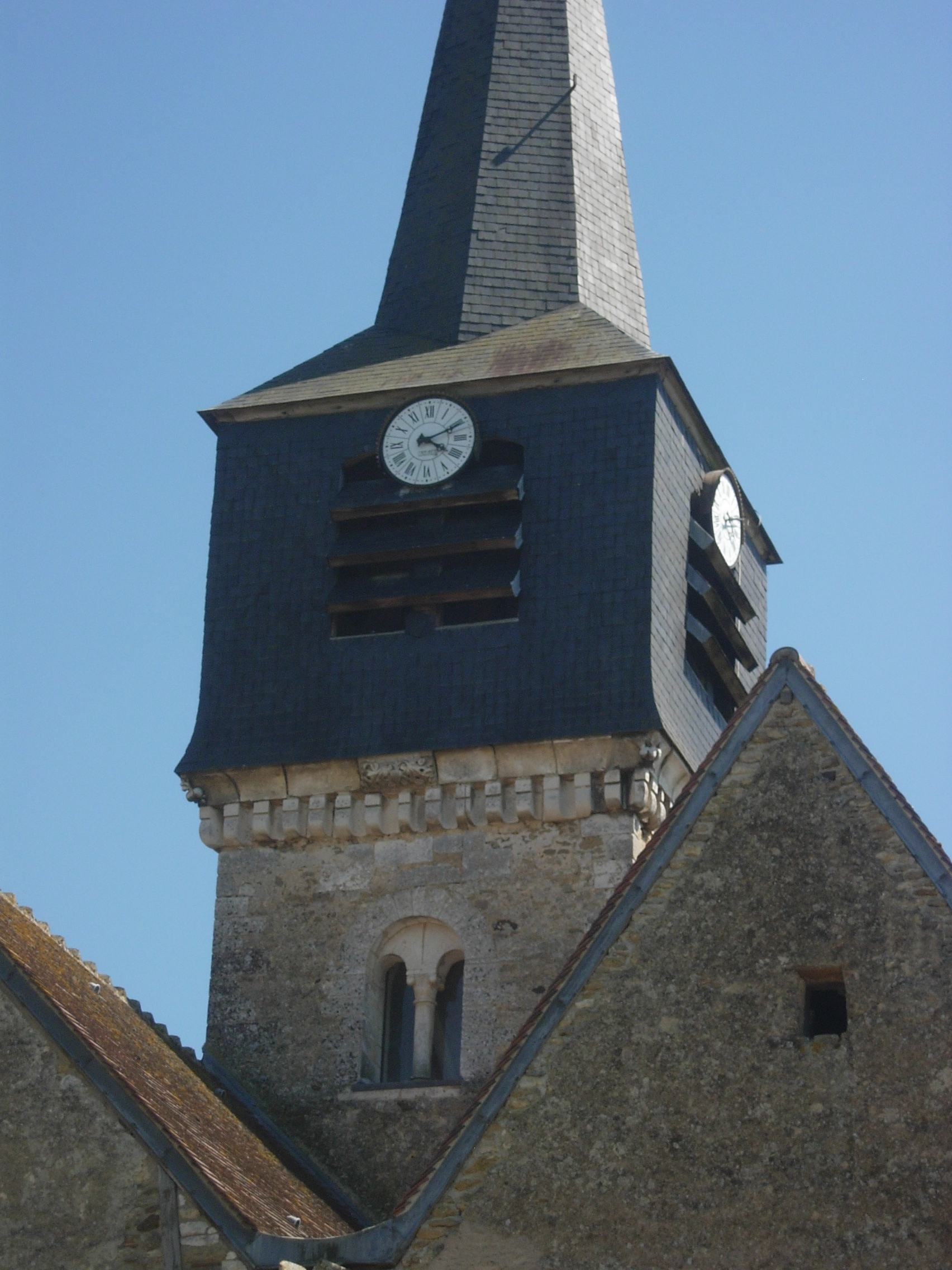